# Réaux sur Trèfle
Réaux sur Trèfle é uma comuna francesa na região administrativa da Nova Aquitânia, no departamento de Charente-Maritime. Estende-se por uma área de 20.45 km². Em 2010 a comuna tinha 825 habitantes (densidade: 40,3 hab./km²).
Foi criada em 1 de janeiro de 2016, a partir da fusão das antigas comunas de Réaux, Moings e Saint-Maurice-de-Tavernole.